# Рестрикційно-модифікаційна система
Рестрикційно-модифікаційна система (РМ- або RM-система) — система, що використовується бактеріями і, можливо, іншими прокаріотами для захисту себе від не рідної ДНК, наприклад ДНК бактеріофагів. Це явище було відкрито в 1950-х роках. Було знайдено, що деякі штами бактерій перешкоджають («обмежують») росту вірусів, вирощених в попередніх штамах. Цей ефект був приписаний специфічним «ферментам обмеження» (рестриктазам або рестрикційним ендонуклеазам).
Рестриктази, які мають ці бактерії, розрізають ДНК на певних ділянках, після чого, ці молекули ДНК деградують під впливом інших ендо- і екзонуклеазами. Цей процес запобігає інфекції, знищуючи не рідну ДНК, введену інфекційним агентом. Приблизно чверть відомих штамів бактерій мають РМ-системи, і приблизно половина з них мають більш ніж один вид системи.
Рестриктази розрізають тільки ділянки із специфічними послідовностями ДНК, зазвичай 4-8 пар основ довжиною, і часто паліндромних. Послідовність не може бути довгою, інакше ймовірність того, що фаг матиме її, буде низькою. Тому ці послідовності дуже короткі, і власний геном бактерії зазвичай має багато таких ділянок. Для того, щоб запобігти руйнуванню власної ДНК рестриктазами, бактерії позначають свою ДНК за допомогою метилювання. Ця модифікація не заважає утворенню пар основ, але може заважати транскрипції, тому лише певні ділянки, що розпізнаються рестриктазами, змінюються на кожному ланцюжку за допомогою спеціальних ферментів-метилаз.